# Carmen Rasmusen
Carmen Rasmusen (Edmonton, Alberta, 25 de marzo de 1985) es una cantante canadiense de country pop más conocida por tener el sexto puesto en la segunda edición del programa American Idol en 2003. Carmen toca el piano y la guitarra.

## Trayectoria

### American Idol
Rasmusen inicialmente audicionó en Los Ángeles. Ella fue eliminada originalmente por los jueces durante la etapa de los 100 mejores. En un movimiento sorpresa, Rasmusen y otros tres cantantes femeninas jóvenes fueron trasladados a competir en la serie Wild Card. Sin ningún motivo aparente se hizo público, pero la especulación en el momento centrado en los productores del programa quieren ofrecer una mayor diversidad demográfica de los últimos 12.

## Ejecución
Repescagem: "Can't Fight The Moonlight" (LeAnn Rimes)
Top 12: "You Can't Hurry Love" (Motown/Artista: The Supremes)
Top 11: "Hopelessly Devoted To You" (Temas de Filmes/Artista: Olivia Newton-John)
Top 10: "Wild Angels" (Country Rock/Artista: Martina McBride)
Top 9:  "Turn The Beat Around" (Disco/Artista: Vicky Sue Robinson)
Top 8: "Call Me" (Billboard/Banda: Blondie)
Top 7: "And So It Goes" (Músicas de Billie Joel) (Bottom 2)
Top 6: "Love Will Lead You Back" (Músicas de Diane Warren) (Eliminada)